# Mont Chani
Pour les articles homonymes, voir Chani (homonymie).
Le mont Chani (en géorgien : შანი ; en ingouche : Шанлоам ; en russe : гора Шан) est un sommet culminant à 4 451 mètres d'altitude sur la frontière entre la Géorgie et l'Ingouchie (Russie).
La montagne, plus haut sommet d'Ingouchie, est bordée à l'ouest (en Géorgie) par Stephantsminda et la vallée de la Kistinka, à l'est (en Ingouchie) par la vallée du Chan-Don.